# II-84
Die II-84 (bulgarisch Републикански път ІІ-84 Republikanski pat II-84, „Republikstraße II-83“) ist eine Hauptstraße (zweiter Ordnung) in Bulgarien.

## Verlauf

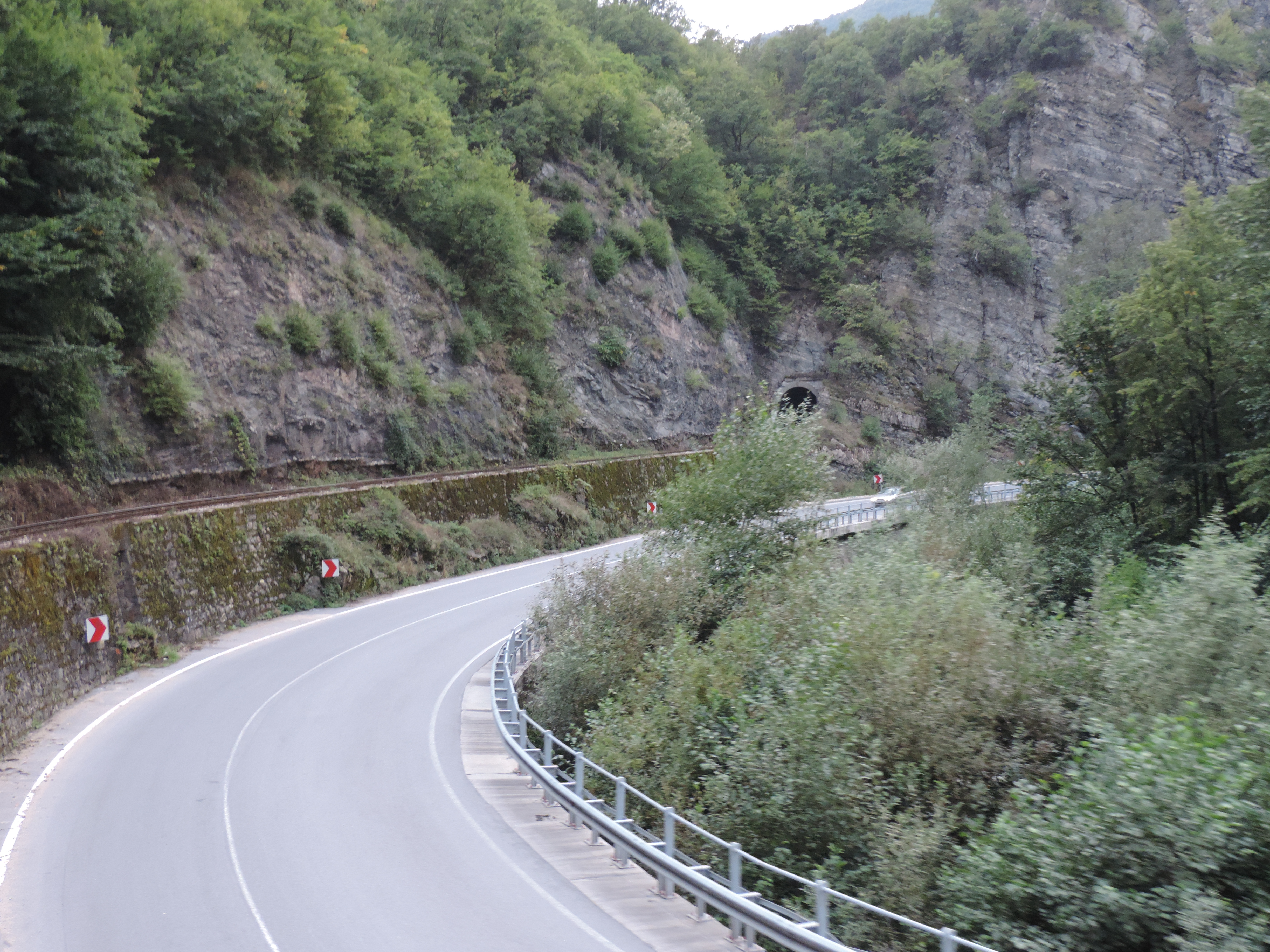
II-84 in der Tschepino-Schlucht
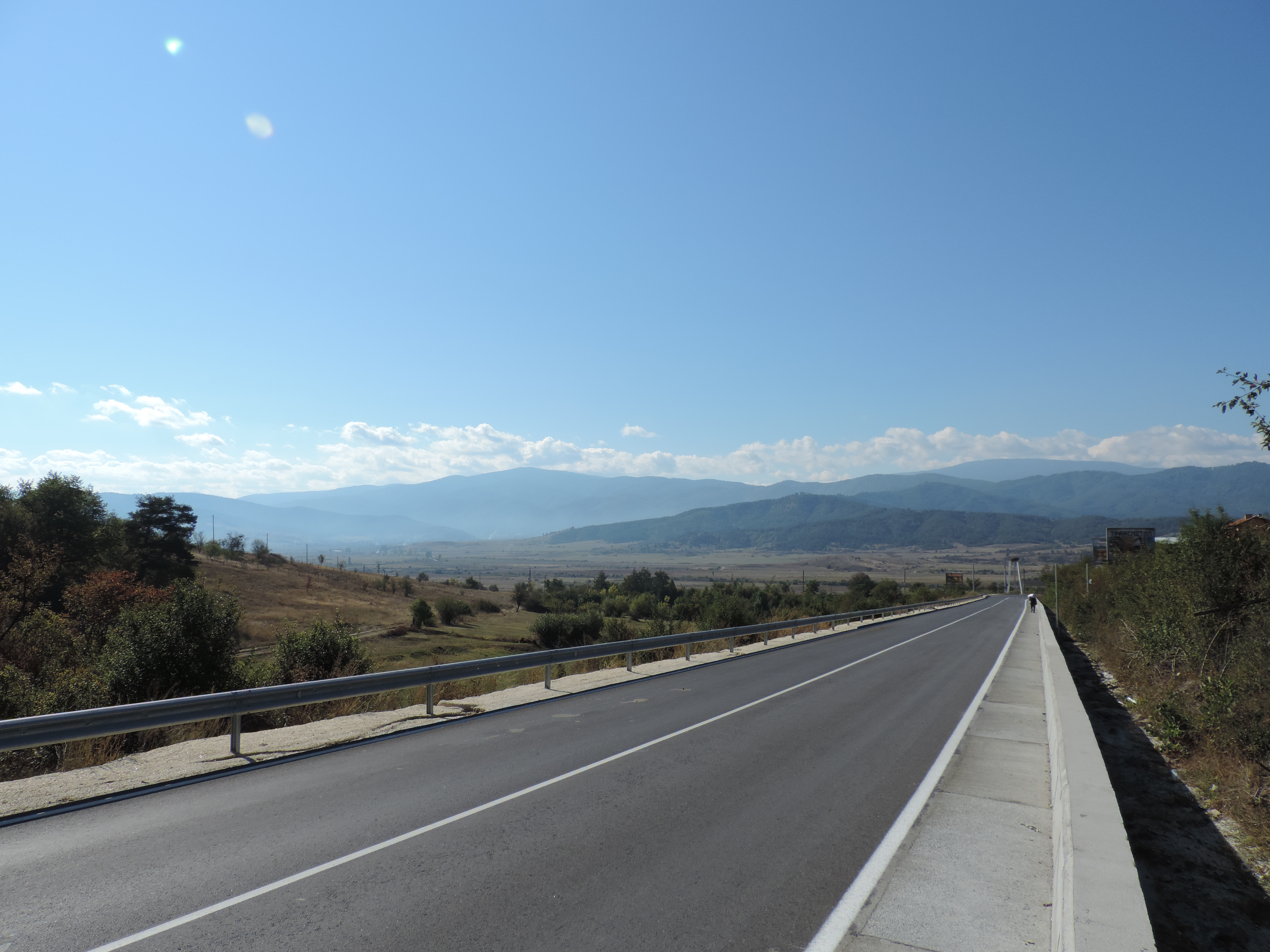
II-84 im Tschepino-Tal
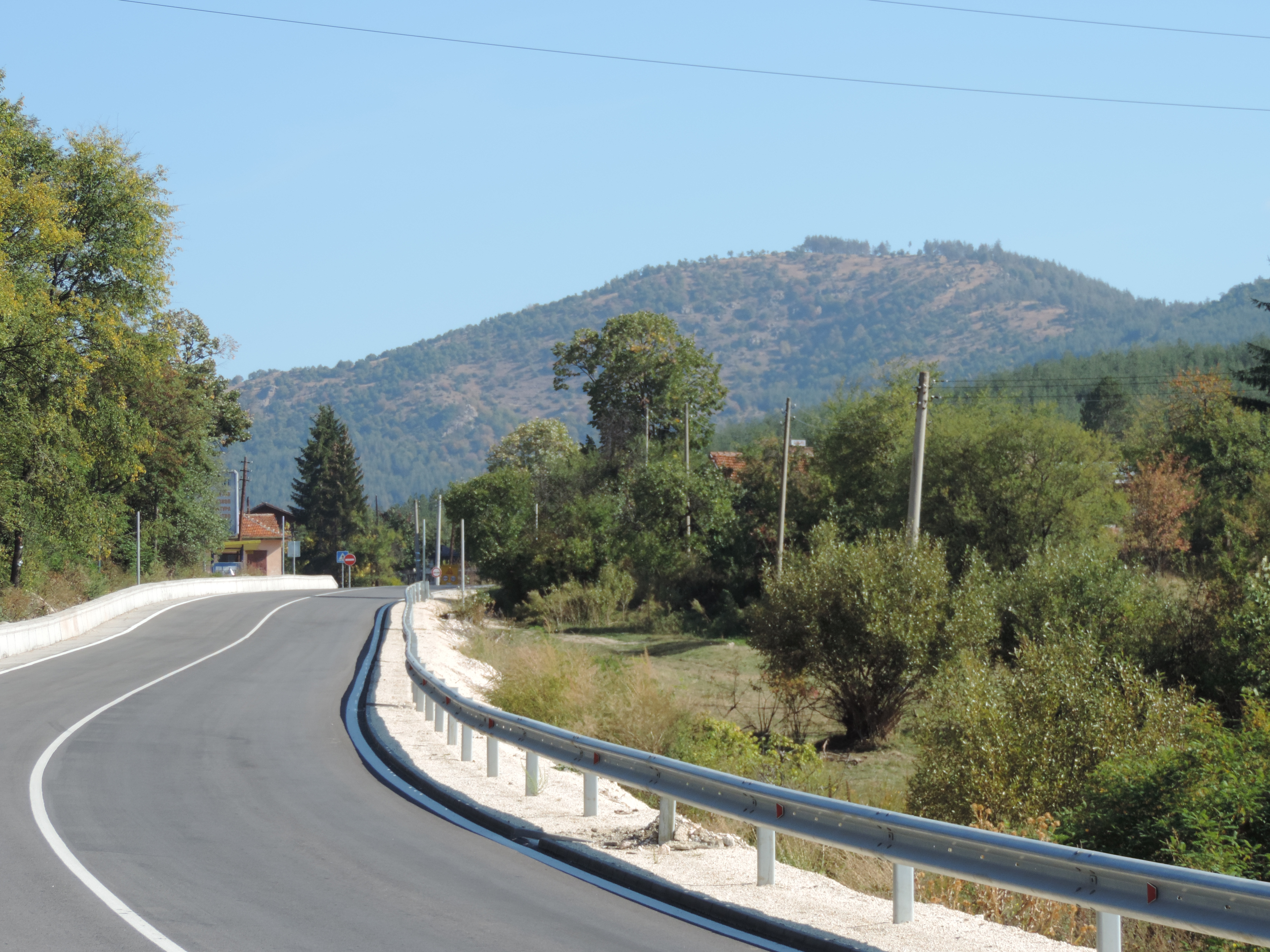
II-84 in Kostandowo

Die Straße beginnt an der Straße erster Ordnung I-8 (Europastraße 80) 17 km westlich von Pasardschik (bulgarisch Пазарджик) bei dem Dorf Swanitschewo (Звъничево) und führt zunächst nach Süden durch die Oberthrakische Tiefebene, quert dann den Fluss Tschepinska reka (bulgarisch Чепинска река) und führt durch die von diesem gebildete Schlucht. Sie führt weiter nach Westen durch Welingrad (bulgarisch Велинград) und Jundola (bulgarisch Юндола) und über den Awramowo-Sattel (1295 m), der die Grenze zwischen dem Rila-Gebirge und den Rhodopen markiert, und erreicht schließlich das Tal des Tscherna Mesta, eines der Quellflüsse des Mesta, der in Griechenland als Nestos in das Ägäische Meer mündet. Hier führt sie durch das Städtchen Jakoruda (bulgarisch Якоруда) und weiter nach Südsüdwesten. In Kraischte (bulgarisch Краище) verlässt die Straße den Fluss und führt nach Westen nach Raslog (bulgarisch Разлог), wo sie an der Straße II-19 endet, die nach Goze Deltschew und weiter nach Griechenland führt.